# 田喜荣
田喜荣（1955年—），山西宁武人，中华人民共和国政治人物。
2000年，任山西省委政策研究室副主任。2003年，担任山西省政协秘书长。2006年，任山西省朔州市委副书记、市长。2008年，任朔州市委书记，同年担任全国人大代表。2011年1月，改任长治市委书记。2013年3月田喜荣兼任山西省总工会党组书记。